# تلمبه شاهپوری
تلمبه شاهپوری یک منطقهٔ مسکونی در ایران است که در دهستان حور واقع شده‌است. تلمبه شاهپوری ۳۷ نفر جمعیت دارد.